# Pont del Collet (Guardiola de Berguedà)
Pont del Collet és un pont de Guardiola de Berguedà (Berguedà) inclòs a l'Inventari del Patrimoni Arquitectònic de Catalunya. L'obra s'erigeix per sobre del riu Llobregat.

## Descripció
El pont té dos arcs i quatre arcons als laterals. Després de la riuada de 1982 van quedar al descobert els 4 arcons que fins aleshores no es veien. Es tracta d'un pont que té alguns elements que podrien ser romànics. Tanmateix, es creu que va ser construït a principis del Gòtic.